# فرودگاه بین‌المللی سانن شوفانگ
فرودگاه بین‌المللی سانن شوفانگ (به انگلیسی: Sunan Shuofang International Airport) یک فرودگاه همگانی مسافربری با کد یاتا WUX است که یک باند فرود آسفالت دارد و طول باند آن ۳۲۰۰ متر است. این فرودگاه در شهر ووشی کشور چین قرار دارد و در ارتفاع ۵ متری از سطح دریا واقع شده‌است.
در ماه مه 2023، ساختمان ایستگاه هاب بار فرودگاه و بخشی از پروژه تاکسی‌وی باند دوم پشتیبانی به طور رسمی آغاز شد، که شروع رسمی گسترش فرودگاه را نیز نشان داد.
در 14 دسامبر 2024، ظرفیت مسافری سالانه فرودگاه Shuofang برای اولین بار از 10 میلیون نفر گذشت و به دومین فرودگاه در استان جیانگ سو با ظرفیت سالانه بیش از 10 میلیون مسافر تبدیل شد و گسترش اولین باند، ترمینال جدید T3، هاب حمل و نقل جامع و سایر محتویات توسط اداره هواپیمایی کشوری چین تایید شده است.

## شرکت‌های هواپیمایی و مقصدهای پروازی

### Passenger[۲]
| شرکت‌های هواپیمایی        | مقصدهای پروازی |
| ------------------------ | --- |
| ایر چاینا                | پکن |
| کامبوج انگکور ایر        | چارتر: سیم ریپ |
| چاینا ایرلاینز           | تائویوان تایوان |
| هواپیمایی شرقی چین       | سووارنابومی، پکن، چانگشا هوانگهوا، چنگدو شوانگلیو، چنگچینگ ییانگبی، دالیان ژووشویزی، بایون گوآنگجو، لانگ‌دونگ‌بائو گوئی‌یانگ، گایلین لیانگ‌جیانگ، هاربین تایپینگ، هوهوت بایتا, هنگ کنگ، کونمینگ چانگشوی، لانجو ژنگچوان، لیجیانگ سانی، کینگدائو لیوتینگ، اینچئون، سانیا فونیکس، شنینگ تخین، شنژن بن، چانگی سنگاپور، تائویوان تایوان، ووسو تائی‌یوان, تونگرن فنگ‌هوانگ، زیامن گائوچی، شی‌آن شیان‌یانگ، یینچوان هیدونگ، زوهای سانزاهو چارتر: ججو، پوکت، سیم ریپ چارتر فصلی: دا نانگ |
| هواپیمایی جنوبی چین      | بایون گوآنگجو، شنژن بن |
| سیتیلینک                 | چارتر: انگوراه رای |
| هنگ کنگ اکسپرس           | هنگ کنگ |
| Jetstar Pacific Airlines | نوا به |
| Jin Air                  | گیمهی |
| مندرین ایرلاینز          | تیچون |
| New Gen Airways          | کرابی |
| Scoot                    | چانگی سنگاپور |
| شنژن ایرلاینز            | سووارنابومی، پکن، چانگچون لونگییا، چانگشا هوانگهوا، چنگدو شوانگلیو، چنگچینگ ییانگبی، دالیان ژووشویزی، فوژو چنگل، بایون گوآنگجو، گایلین لیانگ‌جیانگ، لانگ‌دونگ‌بائو گوئی‌یانگ، کونمینگ چانگشوی، لانجو ژنگچوان، ماکائو، مانژولی ضیاجیاو، کانزای، سانیا فونیکس، جییانگوشان، شنینگ تخین، شنژن بن، تائویوان تایوان، ناریتا، ووهان تیانهه، زیامن گائوچی، شی‌آن شیان‌یانگ، ییچانگ سانگسیا، یینچوان هیدونگ                                                                             |
| سیچوان ایرلاینز          | چنگدو شوانگلیو، چنگچینگ ییانگبی |
| Sriwijaya Air            | چارتر فصلی: انگوراه رای |
| تایگرایر تایوان          | تائویوان تایوان (آغاز از ۲۳ سپتامبر ۲۰۱۷) |
| Uni Air                  | تیچون چارتر: گاوشیونگ |
| ویتنام ایرلاینز          | کام رانح چارتر: فو کوئوک |
| ژیامن ایرلاینز           | فوژو چنگل، هاربین تایپینگ |

### باری
| شرکت‌های هواپیمایی   | مقصدهای پروازی                |
| ------------------- | ----------------------------- |
| Donghai Airlines    | پکن، کوانژو جینجیانگ، شنژن بن |
| SF Airlines         | شنژن بن                       |
| یانگتزه ریور اکسپرس | هنگ کنگ، شانگهای پودنگ        |